# 알렉스 노튼
알렉스 노튼(Alex Norton, 1950년 1월 27일 ~ )은 영국의 배우, 텔레비전 배우이다.
글래스고에서 태어났다.

## 방송
- 셰틀랜드 시즌2
- 무언의 목격자 시즌17
- 워터루 로드 시즌8

## 영화
- 셰틀랜드 시즌1 (2013년)
- 미스터 빌리:하일랜드의 수호자 (2012년)
- 서 빌리 더 벳 (2006년)
- 캐리비안의 해적 - 망자의 함 (2006년) - 캡틴 벨라미 역
- 몬테 크리스토 백작 (2002년)
- 뷰티풀 크리처 (2000년)
- 고아 (1997년)
- 브레이브하트 (1995년)
- 마지막 전사 (1994년)
- 그래도 베니스가 좋다 (1992년)
- 패트리어트 게임 (1992년) - 데니스 쿠리 역
- 써스피션 (1991년)
- 로빈 훗 (1991년)
- 베어스킨 (1990년)
- 스캔달 (1989년)
- 퍼스트 사이트 (1987년)
- 스크린 투 (1985년)
- 쾌적과 쾌락 (1984년)
- 시골 영웅 (1983년) - 왓 역
- 그레고리의 여자 (1981년)
- 센스 오브 프리덤 (1979년)
- 크라운 코트 (1972년)